# مرفأ بريستول

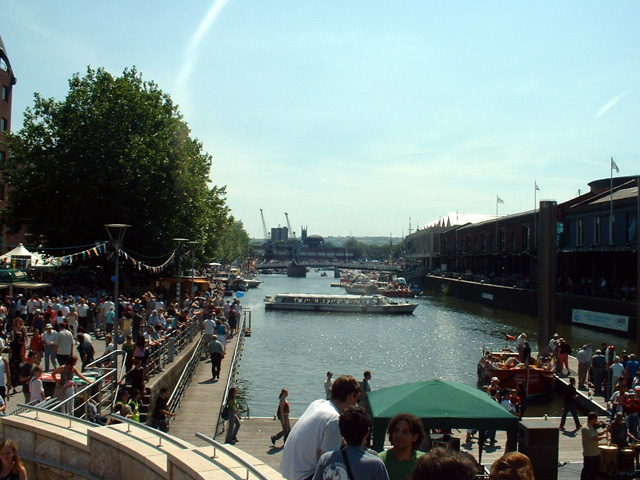
وصول القديس أغسطينوس وجسر بيرو، خلال مهرجان هاربور 2004

مرفأ بريستول ؛ ميناء بريستول؛ الميناء العائم هو ميناء في مدينة بريستول غرب إنجلترا. يغطي الميناء مساحة 70 أكر (28.3 ها). كان الميناء موجودًا منذ القرن الثالث عشر، وطوّر إلى الوقت الحالي أوائل القرن التاسع عشر عن طريق تثبيت بوابات القفل على امتداد المد والجزر لنهر أفون وسط المدينة، مع توفير ممر جانبي للمدّ والجزر. وغالبًا ما يُطلق عليه «الميناء العائم» حيث يظل مستوى المياه ثابتًا ولا يتأثر بحالة المدّ والجزر على النهر.
قفل نيثمان الذي يقع شرق بريستول هو الحد الأقصى للميناء. خارج القفل هناك تقاطع: على أحد أذرُعه، يستمر نهر أفون القابل للملاحة في اتجاه المنبع إلى مدينة باث، وعلى الذراع الآخر يتبع النهر طريقه الأصلي. وفي أول ميل من المرفأ العائم يوجد أسفل المصب ما بين قفل نيثمان إلى «حوض توترداون» قناة اصطناعية معروفة باسم قناة فيدر Feeder، بينما يتبع نهر أفون المد والجزر في طريقه الأصلي. في أسفل حوض توترداون، يحتل الميناء العائم المسار الطبيعي السابق لنهر أفون، بينما يتدفق نهر أفون عبر قناة اصطناعية تُعرف باسم نيوكت. هذا الفصل بين الميناء العائم ونهر أفون يسمح للقوارب في الميناء أن تظل عائمة عند المد والجزر المُنخفض، مما يقلل من التيارات القادمة وامتلأ الاتربة وكذلك يمنع حدوث الفيضانات.
بين محطة سكة حديد برستل «تيمبل ميدز» وحي «هوتويلز»، يجري الميناء ونهر أفون بالتوازي على مسافة لا تزيد عن 5-8 أميال (كيلومتر واحد). أسفل محطة قطار بريستول تمبل ميدز، يتعرّج المرفأ العائم عبر مدينة بريستول، والمنطقة الداخلية «مارش كانون» وحي «هوتويلز». في هوتويلز، ينضم المرفأ العائم إلى نهر أفون، عبر سلسلة من الأقفال، ويتدفق إلى مضيق آفون.
كان ميناء بريستول هو الميناء الأصلي لمدينة بريستول، ولكن مع زيادة حجم السفن وحمولتها، تم استبدالها الآن إلى حد كبير بأحواض في أفونماوث وبورتبري. تقع هذه على بعد 7 ميل (11 كم) في اتجاه مجرى النهر عند مصب نهر أفون.

## تاريخ أحواض بريستول

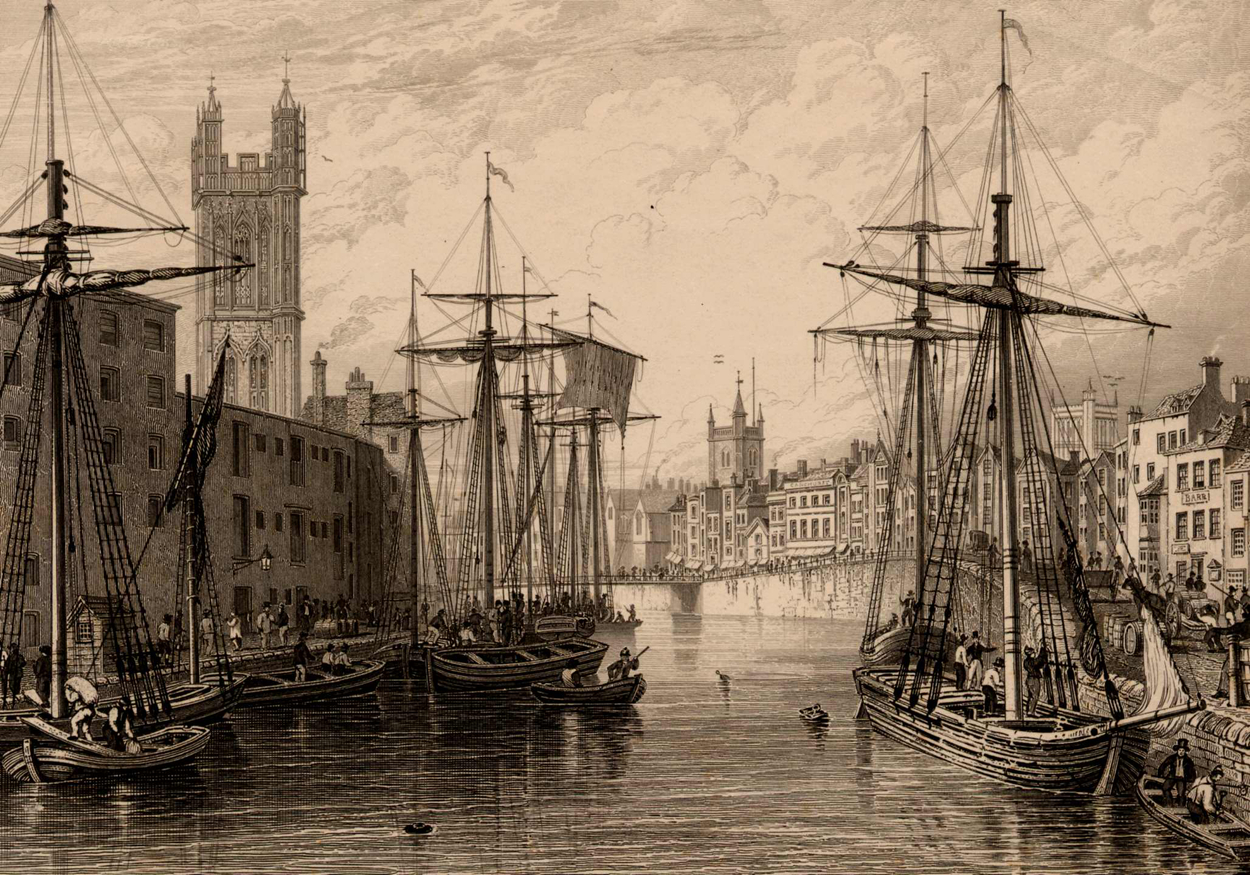
نقش بالأبيض والأسود يُظهر أبراج كنيسة القديس ستيفن، وكنيسة القديس أوغسطين الصغرى وكاتدرائية بريستول ، ج. 1850. يُظهر المنظر المرفأ التاريخي مع 10 سفن شراعية وقوارب تجديف قبل أن تملأ القناة في 1892-1938.

نشأت بريستول على ضفاف نهري آفون وفروم. منذ القرن الثالث عشر، تم تعديل الأنهار لاستخدامها في الأرصفة بما في ذلك تحويل نهر فروم في الأربعينيات من القرن الماضي إلى قناة عميقة اصطناعية تُعرف باسم «امتداد القديس أوغسطين»، والتي تدفقت إلى نهر أفون.  أصبحت قناة القديس أوغسطين بأرصفتها وموانئها قلب أرصفة بريستول. يوجد في نهر أفون داخل المضيق ونهر سيفرن الذي يتدفق فيه، مداً وجزراً يتقلب حوالي 30 قدمًا (9 أمتار) بين المياه العالية والمنخفضة. هذا يعني أن النهر يمكن ملاحته بسهولة عند ارتفاع المد ولكنه ينخفض إلى قناة موحِلة عند انخفاض المد والتي غالبًا ما تنحرف فيها السفن. لم يكن أمام السفن أي خيار سوى أن تقطعت بهم السُبل في الميناء لتفريغ حمولتها، مما أدى إلى ظهور عبارة «شكل السفن وأزياء بريستول» لوصف كيف كانت السُفن ووحمولتها المؤمنة قادرة على تحمّل ضغط الجنوح المُتكرر على الوحل. 

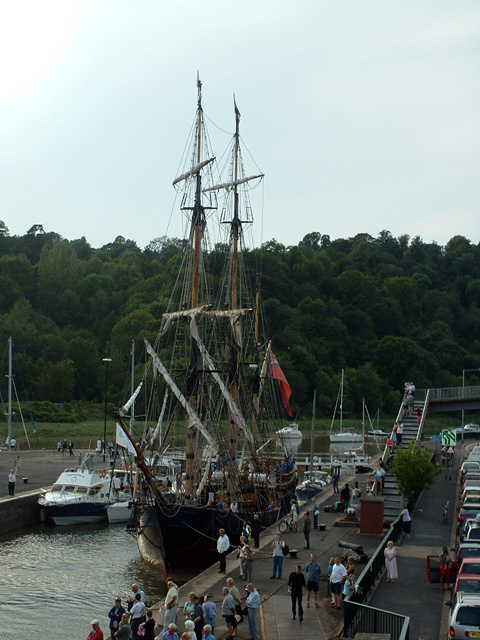
سفينة طويلة في قفل كمبرلاند ، هوتويلز ، خلال مهرجان هاربور 2004.

في وقت مبكر من عام 1420، كانت السُفن القادمة من بريستول تسافر بانتظام إلى أيسلندا، ومن المُتوقع أن البحارة من بريستول قد وصلوا إلى الأمريكتين قبل كريستوفر كولومبوس أو جون كابوت. بعد وصول كابوت إلى بريستول، اقترح للملك هنري السابع الوصول إلى آسيا بالإبحار غربًا عبر شمال الأطلسي من خلاله. وقدر أن هذا سيكون أقصر وأسرع من طريق كولومبوس الجنوبي. وافق تجار بريستول، الذين يعملون تحت اسم جمعية التجار المُغامرين (Society of Merchant Venturers) ، على دعم خُطته. لقد رعوا تحقيقات في شمال المحيط الأطلسي من أوائل 1480، بحثا عن فُرص تجارية مُحتملة. في عام 1552، منح إدوارد السادس ميثاقًا ملكيًا إلى جمعية التجار لإدارة الميناء.
بحلول عام 1670، كانت المدينة لديها 6000 أطنان من الشحن، نصفها كان يُستخدم لاستيراد التبغ. بحلول أواخر القرن السابع عشر وأوائل القرن الثامن عشر، كانت هذا الشحن يلعب أيضًا دورًا مهمًا في تِجارة الرقيق.

### بناء الميناء العائم

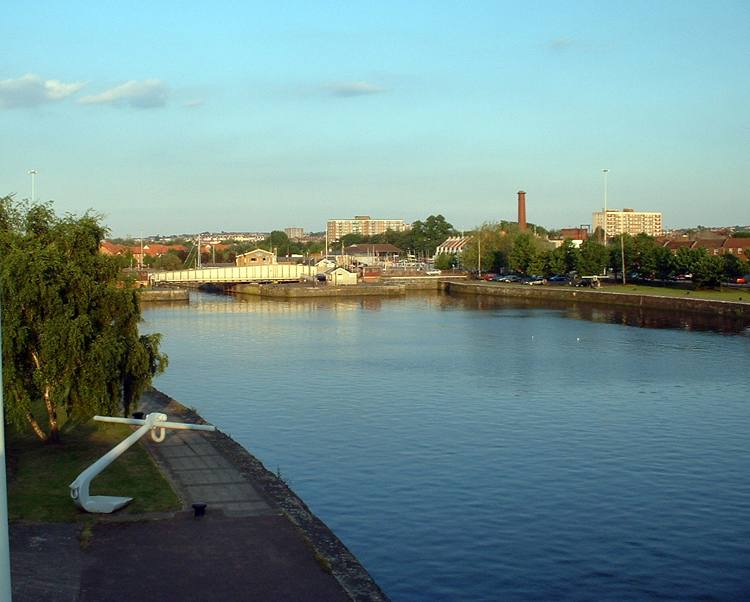
حوض كمبرلاند

في القرن الثامن عشر، نمت الأرصفة في ليفربول بشكل أكبر وازدادت المُنافسة مع بريستول لتجارة التبغ. كانت التجارة الساحلية مُهمة أيضًا، حيث ركزت المنطقة التي يطلق عليها عودة الويلزية "Welsh Back" على المسيرات مع الشحنات من صناعة الألواح في ويلز والحجر والأخشاب والفحم. كانت قيود أرصفة بريستول تُسبب مشاكل في العمل، لذلك اقترح وليام جيسوب في عام 1802 تركيب سد وقفل في هوتويلز لإنشاء الميناء. تمت الموافقة على مُخطط 530,000 جنيه استرليني من قبل البرلمان، وبدأ البناء في مايو 1804. تضمن المُخطط بناء حوض كمبرلاند، وهو امتداد واسع من المرفأ في هوتويلز حيث أدرجت جدران وأعمدة الرصيف حالة البناء.

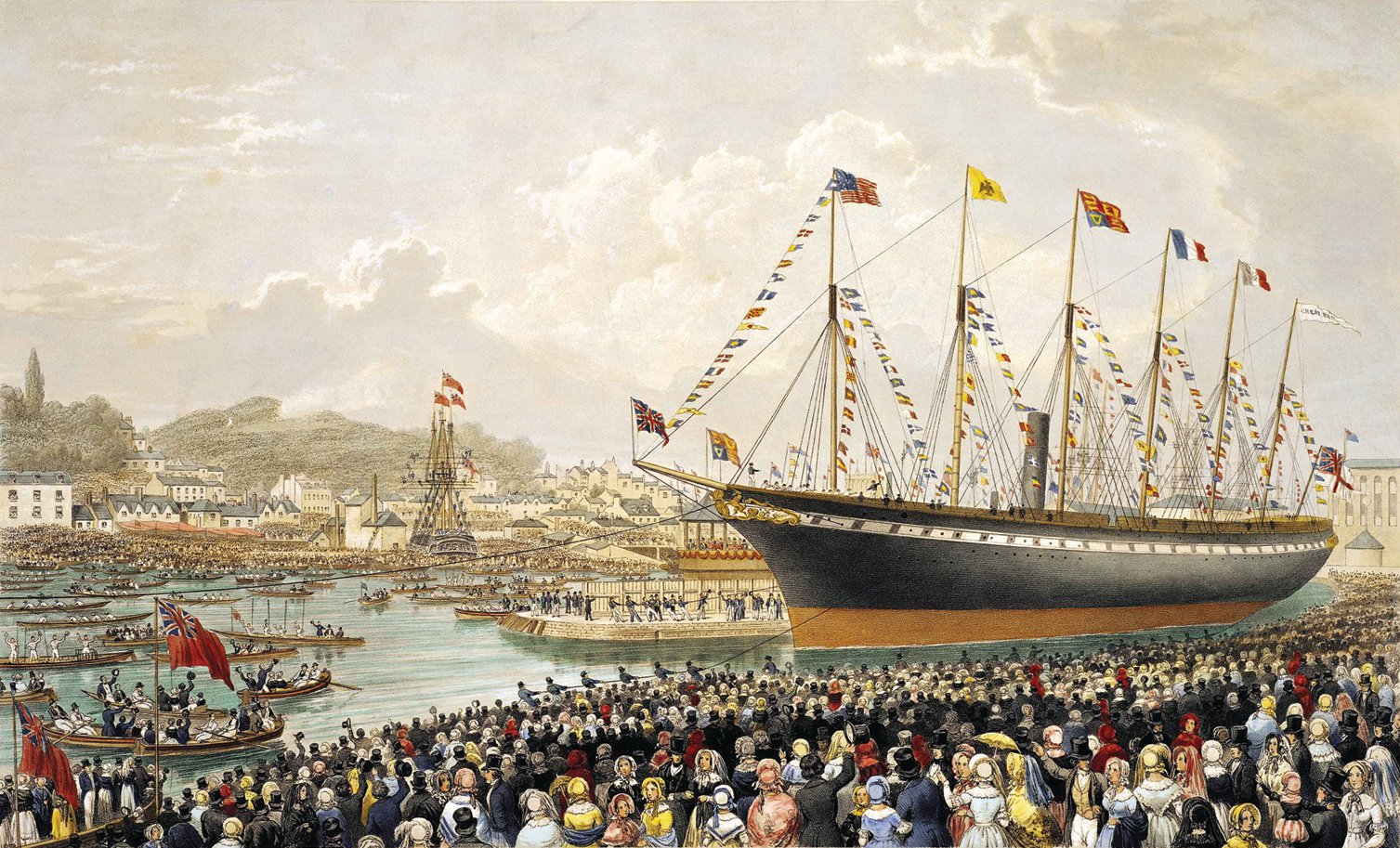
إطلاق السفينة اس اس بريطانيا العظمى، السفينة الثورية لإسامبارد كينجدم برونيل، في بريستول في عام 1843

شُيّد قطعاً جديداً للمد والجز، ابتداء من نيثمان إلى هوتويلز، مع تثبيت سداً آخر في هذه النهاية من الميناء. وفرت قناة فيدر بين «تيمبل ميدز» ونثمان رابطًا لنهر المد والجزر بحيث يمكن للقوارب أن تستمر في اتجاه المنبع إلى باث. ومع ذلك، فإن المُخطط الجديد يتطلب وسيلة لتحقيق المساواة في المستويات داخل وخارج حوض السفن لمرور السفن من وإلى أفون، والجسور لعبور المياه. بنى جيسوب حوض كمبرلاند مع اثنين من أقفال المدخل من المد أفون، بعرض 45 قدم (13.7 م) و 35 قدم (10.7 م) ، و 45 قدم (13.7 م) قفل الوصلة الواسعة بين الحوض وما أصبح يعرف باسم الميناء العائم. وفر هذا الترتيب مرونة التشغيل مع استخدام الحوض كقفل عندما كانت هناك أعداد كبيرة من الوافدين والإبحار. تم افتتاح الميناء رسمياً في 1 مايو 1809.

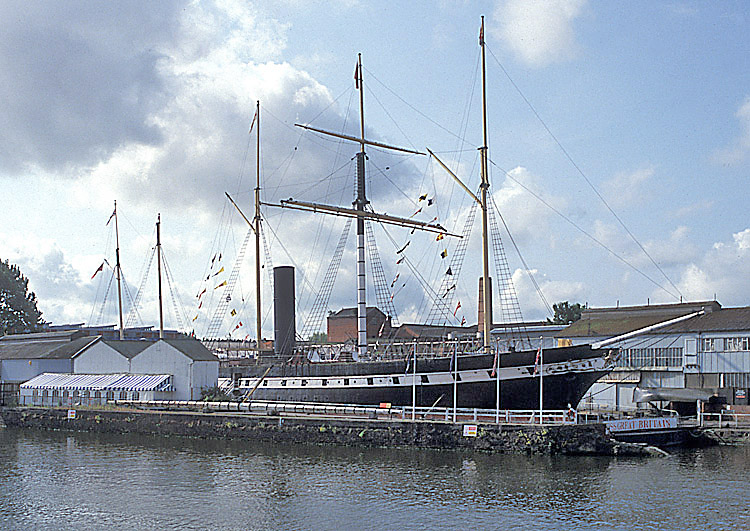
سفينة أس أس بريطانيا العظمى

تم استخدام ساحة باترسون داخل المرفأ لبناء العديد من السفن ولا سيما برونيل إس إس جريت ويسترن في عام 1838 وسفينة إس إس بريطانيا العظمى في عام 1843. كانت من أكبر السفن التي تم بناؤها في ذلك الوقت، ومن المفارقات تسريع تدهور أرصفة المدينة من خلال إثبات جدوى السفن الكبيرة.  كان من المفترض أن تُسحب إس إس بريطانيا العظمى بعيدًا عن البناة، ليتم تركيب مُحركاتها التي تبلغ سعتها 1000 حصان والداخلية على نهر التايم، ولكن 48 قدم (14.6 م) كانت الحزمة أكبر من أن تمر عبر القفل. وهكذا، رُبطت السفينة في المرفأ العائم حتى ديسمبر 1844، قبل الانتقال إلى حوض كمبرلاند بعد إزالة الحجارة ومنصات قفل البوابة من جسر دوار. في وقت واحد كان هناك العشرات من أحواض بناء السفن في بريستول، أكبرها في الميناء هو هيلهاوس، التي أصبحت شركة بناء السفن «تشارلز هيل وأولاده» في عام 1845.

### تحسينات القرن التاسع عشر
كلف الميناء أكثر من المتوقع وفُرضت معدلات مرتفعة لسداد القروض، مما قلل من أي فائدة كان لدى الميناء الجديد في سحب الشركات من ليفربول. في عام 1848، اشترى مجلس المدينة شركة الاحواض لخفض الأسعار. لقد وظّفوا المُهندس «إسامبارد كينجدم برونيل» لإدخال تحسينات، بما في ذلك البوابات الجديدة كقفل، والحفارة وبوابات مُصممة للحد من تراكم الطمي.
بحلول عام 1867، كانت السفن أكبر حجماً، ومُنِع التُجار في نهر أفون من وصول السفن إلى الميناء بأكثر من 300 قدم (91 م). أُسقط مُخطط لتثبيت قفل أكبر بكثير في أفونماوث لجعل النهر بأكمله مرفأً عائمًا، ولتصحيح الانحناءات الحادة، بعد بدء العمل في أرصفة الأرخص في أفونماوث وبوتشيد. تم تصميم قفل المدخل الحالي بواسطة توماس هاورد وافتُتح في يوليو عام 1873. هذا ولديه عرض 62 قدم (18.9 م) وهو قفل المدخل الوحيد المُستخدم الآن في مدينة الاحواض.
من عام 1893 حتى عام 1934، وفرت سكة حديد «كليفتون روكس» سكة حديد مُعلقة تحت الأرض من الطرف الغربي للميناء، بالقرب من الأقفال، إلى كليفتون.

#### السكك الحديدية
كانت سكة حديد بريستول هاربر الأصلية بمثابة مشروع مُشترك بين GWR وسكة حديد بريستول وإكستر، تم افتتاحهما في عام 1872 بين «تيمبل ميدز» والميناء العائم. تضمن طريقها نفقًا تحت كنيسة «القديسة ماري ريدكليف» وجسرًا قاعديًا يعمل بالبخار فوق أقفال الدخول في حوض باثورست. في عام 1876 تم تمديد خط السكة الحديد بمقدار نصف ميل إلى «وابينغ وارف». في عام 1906، تم بناء فروع جديدة من الجنوب عبر جسر التأرجح «أشتون افنيو» إلى «كانونز مارش» على الجانب الشمالي من الميناء العائم وإلى عبر خط بجانب نيوكات. تم إنشاء مستودع تركيز الفحم المملوك لشركة الوقود الغربي خلف المُتحف الصناعي ولكن أُغلاق في عام 1987.

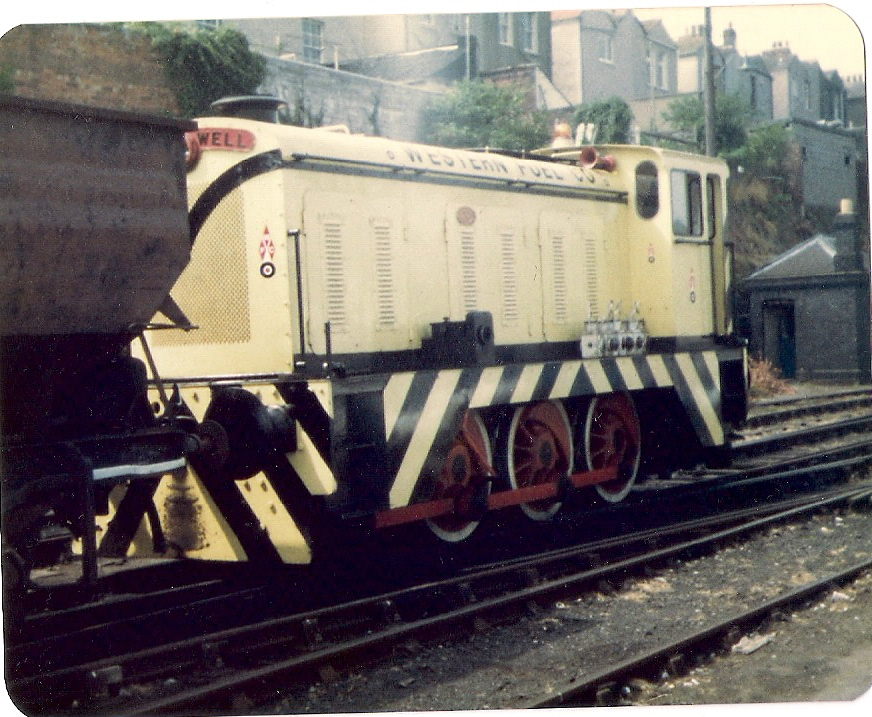
قاطرة وقود الديزل الغربية تقطع شاحنات الفحم في مستودع تركيز الفحم عام 1981

#### أندرفل يارد

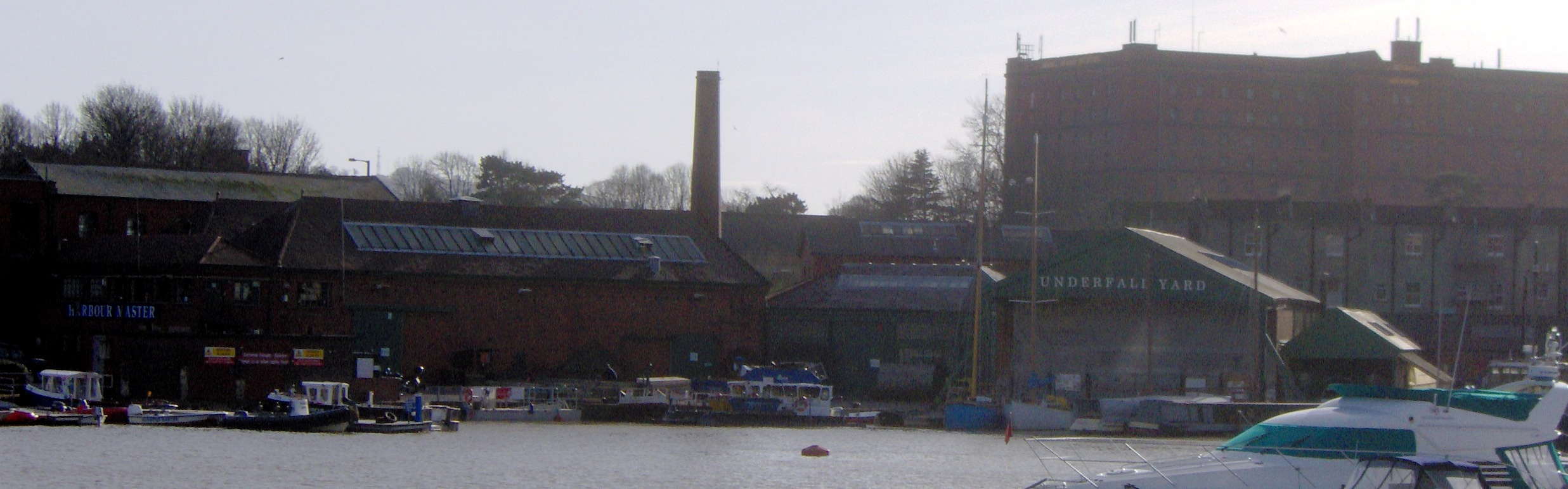
أندرفل يارد

تم إنشاء مرفق صيانة الأرصفة على الأرض المكشوفة بسد النهر لبناء المرفأ ويبقى في هذا الموقع حتى يومنا هذا. قام وليام جيسوب ببناء سداً منُخفض في سد أندرفل للسماح بتدفق الفائض من الماء مرة أخرى إلى نيوكات، وكان هذا يُعرف باسم "Overfall". وبحلول الثلاثينيات من القرن التاسع عشر، كان الميناء العائم يُعاني من الطمي الشديد. كان المُهندس إسامبارد كينجدم برونيل قادراً على إيجاد حل لهذه المشكلة. بدلاً من أندرفل، نصح بالاستخدام الأفضل لثلاث ممرات ضحلة وواحدة تجوب المياه العميقة بين الميناء ونيوكت، إلى جانب سفينة للتجريف. وهذا التجريف يتخلص من الطمي بعيدا عن جدران الرصيف. عندما تم فتح السد العميق عند انخفاض المد، امتص تيار قوي تحت الطمي في النهر ليتم حمله بعيدًا على المد التالي. مكّنت الممرات الضحلة من تعديل مستوى مياه الرصيف وفقًا لظروف الطقس.
لا تزال المباني القديمة التي يعود تاريخها إلى ثمانينيات القرن التاسع عشر في أندرفل يارد ولديها حالة بناء مُدرجة. يعود تاريخ البناء المُثبَّط من الطوب والمداخن التراكوتا في منزل المُحرك الهيدروليكي إلى عام 1888، وهو مُدرج من الدرجة الثانية، وكذلك بيت المُحرك الهيدروليكي نفسه. وهو مبني من الطوب الأحمر مع سقف مائل ويحتوي على آلات ضخ، تم تثبيتها في عام 1907، والتي تشغل النظام الهيدروليكي للرافعات والجسور والأقفال. يرجع تاريخ متجر ومحلات تصميم النماذج السابقة إلى الفترة نفسها ويتم سردها من الدرجة الثانية، وكذلك براءة اختراع مزلق السفن وجدران الرصيف.

#### المستودعات

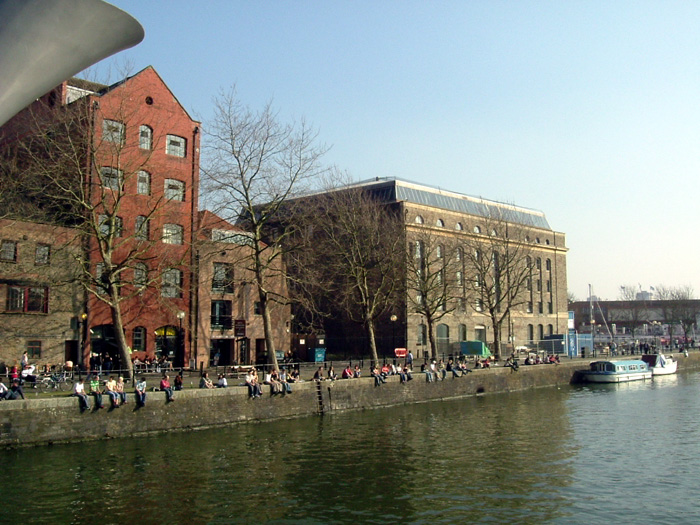
أرنولفيني.

تم بناء عدد كبير من المستودعات حول الميناء للتخزين والتجارة. يعيش الكثير منهم اليوم ويتم تحويل بعضها إلى كُتل سكنية ولكن تم هدم العديد منها كجزء من التجديد للمنطقة.
أحدها الذي نجا هو مستودع بوند توباكو، الذي بُني في عام 1905 وكان الأول من ثلاثة مستودعات مبنية من الطوب في حوض كامبرلاند، وهو مبنى مُدرّج من الدرجة الثانية.
يعود تاريخ مستودع بوند توباك إلى عام 1908 وكان أول من استخدم نظام الخرسانة المُسلحة في إدموند كوجنيت في بريطانيا. يتم استخدامه الآن من قبل مجلس مدينة بريستول ويضُم أرشيفات بريستول ومركز إنشاء ومكاتب المجلس.
مستودع روبنسون التي بُني في 1874 من قبل وليام بروس جينجل، ومخزن الحبوب  على شارع ويلز باك هي أمثلة من الأسلوب عمارة بريستول البيزنطي مع الطوب المُلوّن والأقواس المَغاربية.
يحتل معرض أرنولفيني الفني مكانة بوش هاوس كما في لندن، وهو مستودع شاي مُدرج في القرن التاسع عشر من الدرجة الثانية*.ويشغل المركز الإعلامي لمستجمعات المياه مستودعًا مهجورًا آخر.
إرفينغ تي بوش

### تحسينات القرن العشرين

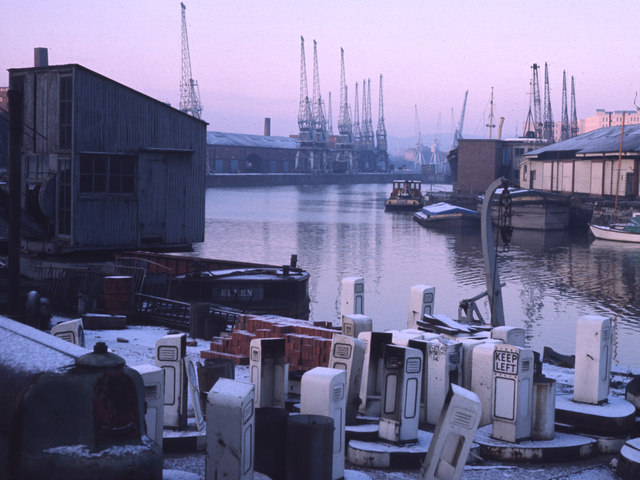
رصيف المدينة يتطلع غربًا بالقرب من جسر ريدكليف في عام 1971

في عام 1908، تم بناء حوض رويال إدوارد دوك في أفونماوث وفي عام 1972، تم إنشاء حوض رويال إدوارد دوك في المياه العميقة الكبيرة على الجانب الآخر من مصب أفون مما يجعل من حوض بريستول في الميناء العائم زائدة عن الحاجة كحوض شحن. في عام 1977، أغلقت شركة «تشارلز هيل وأولاده»، آخر شركة بناء السفن في ألبيون يارد، بعد تسليم ناقلة البيرة ميراندا غينيس البالغة 1,541 طن. أعيد فتح جزء من الفناء في عام 1980 عندما بدأت شركة «أبيلز لبناء السُفن» في العمل، والتي ما زالت تُنتج دفقًا ثابتًا من العبّارات الصغيرة وأوعية المسح والقاطرات وغيرها من الطائرات.
عملت جرّافات الرمال ايمي رودستون (المعروفة سابقًا باسم TR Brown and Holms Sand & Gravel) في هوتويلز حتى عام 1991. في بعض الأحيان تدخل السُفن التجارية الساحلية حوض كامبرلاند ليتم تحميلها بصوامع فولاذية كبيرة تصنعها شركة Braby Ltd في أعمالها بالقُرب من بوابة أشتون.
يتم تشغيل جسر الأرجوحة Junction Lock القديم بضغط المياه من منزل مُحرك هيدروليكي في أندرفل يارد عند 750 رطل لكل بوصة مربعة (52 بار) . يحتوي جسر بليمسول الجديد، الذي تم الانتهاء منه في عام 1965، على نظام هيدروليكي كهربائي حديث يستخدم الزيت عند ضغط 4,480 رطل لكل بوصة مربعة (309 بار).

#### تجديد الميناء

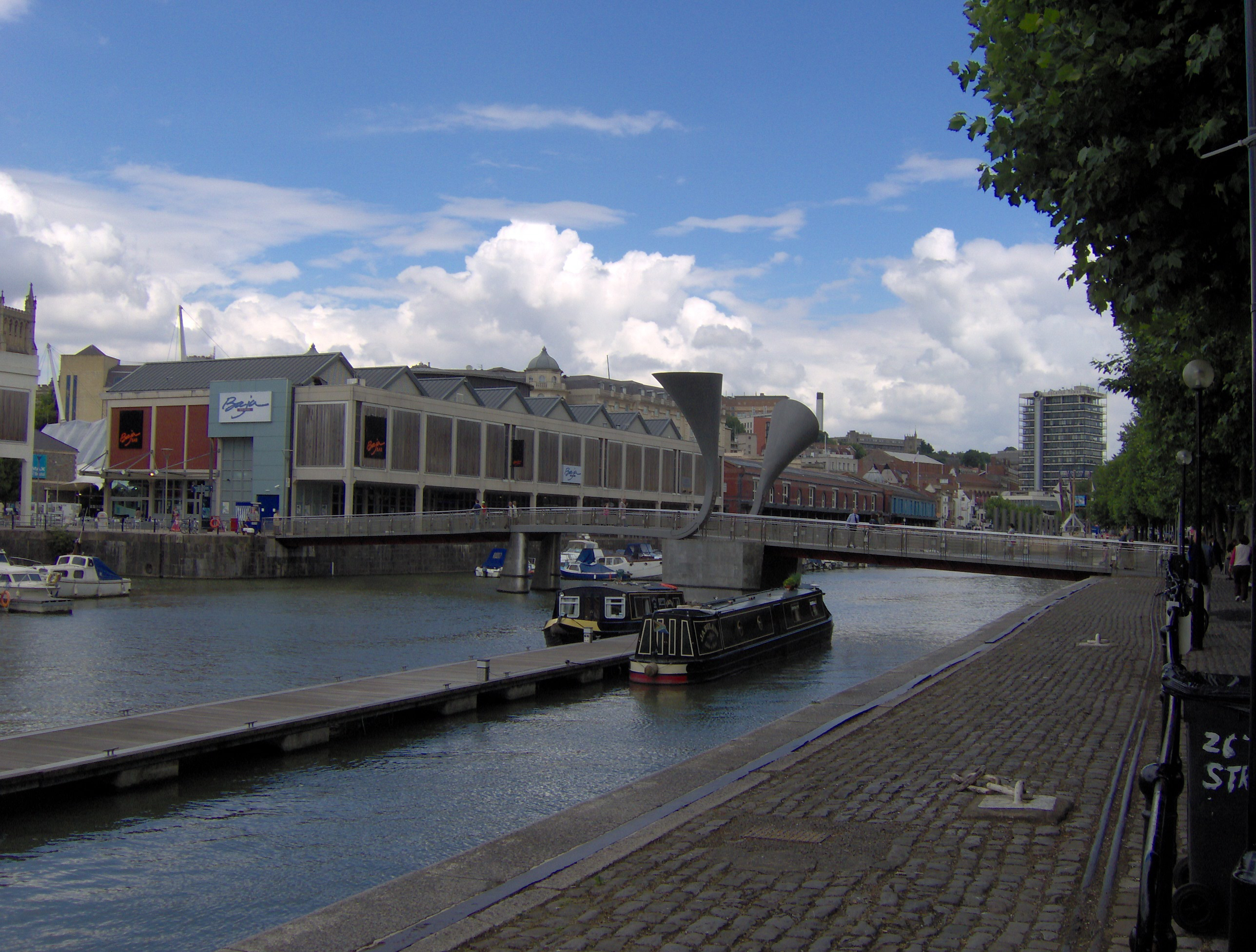
مُستجمعات المياه وجسر بيرو.

منذ الثمانينات، تم إنفاق ملايين الجنيهات على تجديد الميناء. في عام 1999، تم تشييد جسر بيرو، وربط معرض أت بريستول بمعالم الجذب السياحي في بريستول. في عام 2000، تم افتتاح مركز أت بريستول على أرض شبه مهجورة في مارس كانون وتم تجديد بعض المباني الحالية المدرجة من الدرجة الثانية وإعادة استخدامها. تم تمويله بمبلغ 44.3 مليون جنيه إسترليني من اليانصيب الوطني ولجنة الألفية ووكالة التنمية الإقليمية لجنوب غرب إنجلترا، و 43.4 مليون جنيه إسترليني آخر من مجلس مدينة بريستول وشركاء تجاريين، بما في ذلك نستله. ويقوم المستثمرون من القطاع الخاص ببناء مباني شقق الاستوديو.
من المتوقع أن يكلف تجديد منطقة مارش في كانون 240 مليون جنيه إسترليني. كانت كريست نيكلسون من المطورين الرئيسيين، حيث قامت ببناء 450 شقة جديدة ومنازل ومكاتب على جانب البحر. يتم تنفيذه تحت إشراف مجموعة الرعاة هاربورسايد، وهي شراكة بين مجلس المدينة وأصحاب المصلحة الرئيسيين والمطورين والشركات والمشغلين والممولين.
يتم استخدام حوض كمبرلاند ورصيف البلطيق بواسطة مجموعة متنوعة من القوارب الصغيرة بواسطة Baltic Wharf Sailing Club وتحيط به مناطق الجذب السياحي. تم تحويل محطة الضخ الهيدروليكية القديمة إلى حانة وهي عبارة عن مبنى مدرج من الدرجة الثانية.
هناك ثلاث شركات نشطة لبناء القوارب في الميناء: أبيلز لبناء السفن وشركة بريستول كلاسيك للقوارب وسليبواي التعاونية في أندرفول يارد.

### الميناء اليوم

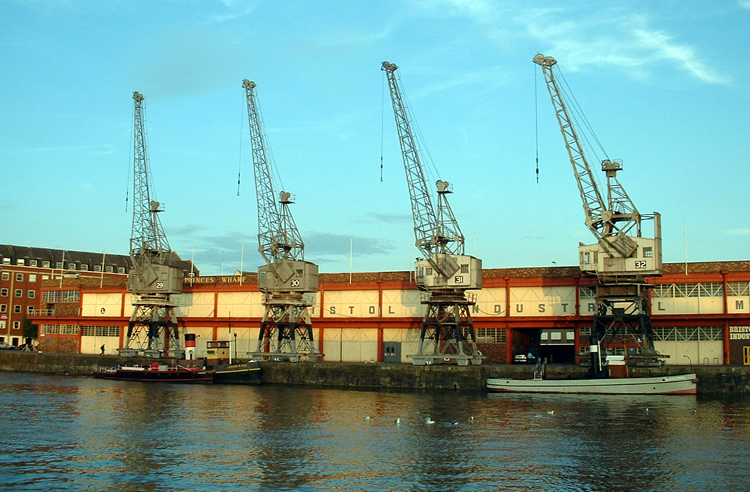
متحف بريستول الصناعي السابق الآن إم شيد.

أصبح الميناء الآن مكان جذب سياحي مع المتاحف والمعارض والحانات والنوادي الليلية. تم الآن إلى حد كبير تحويل ورش العمل والمستودعات السابقة أو استبدالها بأماكن ثقافية، مثل معرض أرنولفيني للفنون ومركز ووترشاد للإعلام والفنون ومُتحف إم شيد ومعرض أنتلارز ومركز معارض "We The Curious" للعلوم، بالإضافة إلى عدد من الماركات العَصرية للمباني السكنية. يمر خط سكة حديد مرفأ بريستول، الذي تديره إم شيد، بين المُتحف ومركز الإبداع في بعض عطلات نهاية الأسبوع والعطلات الرسمية. ترسو القوارب التاريخية بشكل دائم في الميناء. وتشمل هذه السفن إس إس إسامبارد كينجدم برونيل وإس إس بريطانيا العظمى، والتي كانت أول سفينة بحرية ذات هيكل حديدي ومدفوع بالمروحة  ونسخة طبق الأصل من سفينة ماثيو، والتي أبحر فيها جون كابوت إلى أمريكا الشمالية عام 1497. يتم تشغيل السفن التاريخية لمتحف إم شيد، والتي تشمل قاطرة بخار مايفلاور وفايروت وجر قاطرة جون كينج، بشكل دوري.
تعمل قوارب بريستول فيري وسفن العديدة للرحلات على طول الميناء من محطة تيمبل ميدز إلى أندرفليارد، وتمر بمعالم متعددة للوصول إلى وسط المدينة وعلى مقربة من مُعظم مناطق الجذب السياحية بجانب الميناء.  تنقل عبّارة مُنفصلة عبر الميناء المشاة من العبّارة التي تهبط في بريطانيا العظمى إلى مدخل الميناء الجديد المُقابل. توفر رحلات بريستول عبر القوارب رحلات مُنتظمة بالميناء مع التعليقات والرحلات البحرية في برج بيلي أب على نهر أفون إلى كونهام وهانهام وبات وباتجاه مجرى النهر إلى أفونماوث.
في أواخر شهر يوليو من كل عام، يقام مهرجان ميناء بريستول، الذي يجذب القوارب العديدة من مختلف المناطق، بما في ذلك السفن الطويلة والسفن البحرية الملكية وقوارب النجاة.

## أحداث

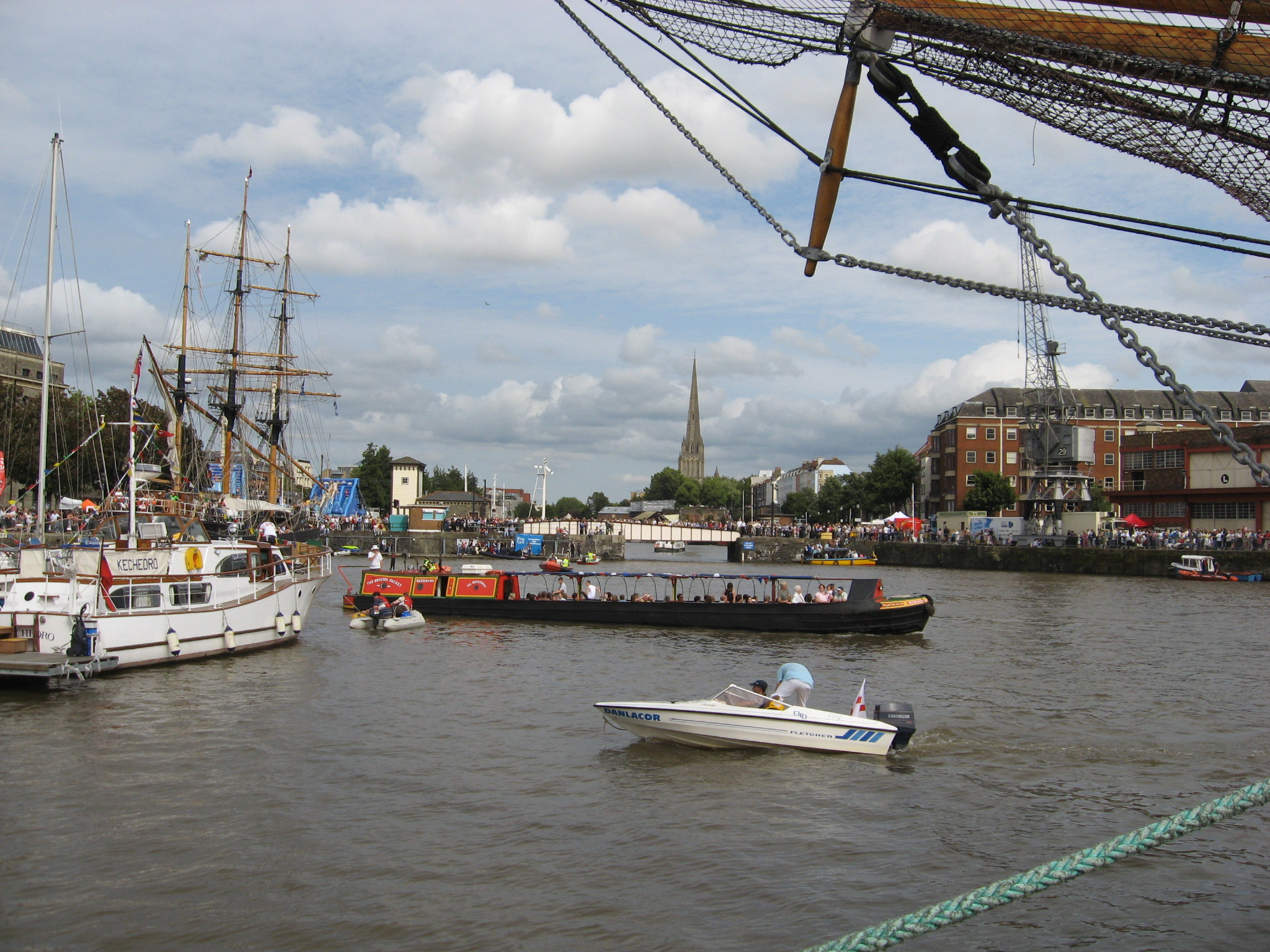
مهرجان ميناء بريستول

يستضيف مرفأ بريستول مهرجان مرفأ بيرستول في يوليو من كل عام، وتحضره سُفن طويلة ومئات السُفن والقوارب من جميع الأنواع. حوالي 200,000 زائر يشاهدون القوارب ويشاهدون الموسيقى الحيّة والعروض في الشوارع وغيرها من وسائل الترفيه.
في عام 1996، كان الميناء هو الإعداد لأول مهرجان دولي للبحر. نُسخة أكبر من مهرجانات الميناء السنوية، حضرها العديد من السُفن الطويلة، بما في ذلك عين الريح، وفخر بالتيمور، وروز، كاسكيلوت وإيرل بيمبروك . كان الموضوع الرئيسي هو رحلة جون كابوت الرائدة لاكتشاف الأمريكتين، وتم تكريس نُسخة طبق الأصل من سفينة كابوت، سفينة ماثيو، قبل إعادة تشريع رحلة كابوت في العام التالي. في عام 2009، تم الاحتفال بالذكرى المئوية الثانية للميناء العائم بسلسلة من الأحداث الاحتفالية.
 

في يونيو 2020، تم دفع تمثال تاجر الرقيق في بريستول إدوارد كولستون إلى الميناء من قبل المُتظاهرين، بعد إنزاله من قاعدته، والقفز عليه وطلائه بالألوان.

## أُنظر أيضاً
- مهرجان ميناء بريستول
- بريستول مارينا

## روابط خارجية
- مجلس مدينة بريستول: أحداث الميناء ومناطق الجذب السياحي
- مجلس مدينة بريستول: الخدمات البحرية والمجاري المائية
- خرائط بريستول هاربور   - الغرب والشرق
- ميناء بريستول العائم المصادر الأولية من متاحف ومكتبات بريستول